# Longi

Ubicació de Longi dins de la província

Longi (sicilià Lonci) és un municipi italià, dins de la ciutat metropolitana de Messina. L'any 2005 tenia 1.599 habitants. Limita amb els municipis d'Alcara li Fusi, Bronte (CT), Cesarò, Frazzanò, Galati Mamertino, Maniace (CT), San Marco d'Alunzio i Tortorici.

## Administració
| Període | Identitat          | Partit        |
| ------- | ------------------ | ------------- |
| 2007-   | Alessandro Lazzara | Llista cívica |